# اچ‌ام‌اس بریلینت (۱۸۹۱)
اچ‌ام‌اس بریلینت (۱۸۹۱) (به انگلیسی: HMS Brilliant (1891)) یک کشتی بود که طول آن ۳۱۴ فوت (۹۵٫۷ متر) بود. این کشتی در سال ۱۸۹۱ ساخته شد.